# Carpinus monbeigiana
Carpinus monbeigiana — вид квіткових рослин з родини березових. Поширення: Тибет і Китай (Юньнань).

## Біоморфологічна характеристика
Це дерево до 16 метрів заввишки; кора сіра. Гілочки темно-сіро-коричневі, в молодості густо запушені, ± голі. Ніжка листка ≈ 1 см, густо жовто запушений. Листкова пластинка довгасто-ланцетна, яйцювато-ланцетна або еліптично-ланцетна, рідше еліптична, 5–10 × 2.5–4 см, знизу вздовж жилок серповидно-ворсистaста, в інших місцях гола, в пазухах бічних жилок борідчаста, зверху густо ворсистaста вздовж середньої жилки, основа округла, майже серцеподібна або округло-клиноподібна, край нерівномірно і подвійно щетинкоподібно-мукронатно-пилчастий, верхівка гостра, загострена або хвостато-загострена; бічних жилок 14–18 з кожного боку від середньої жилки. Жіноче суцвіття 5–8 × 2–2.5 см. Горішок широкояйцеподібний, 3–4 мм, рідко запушений, ворсинчастий на верхівці, густо коричнево або помаранчево смолисто залозистий, помітно ребристий. Цвітіння: травень і червень, плодіння: липень і серпень.

## Середовище
Населяє субтропічні широколистяні ліси на гірських схилах, іноді на вапняку; на висотах 1700–2800 метрів